# Dossa Júnior
Dossa Júnior, właśc. Dossa Momade Omar Hassamo Júnior (ur. 28 lipca 1986 w Lizbonie) – portugalski piłkarz, reprezentujący Cypr, występujący na pozycji obrońcy, reprezentant kraju.

## Kariera klubowa
Júnior rozpoczął karierę w 2005 roku w portugalskim trzecioligowym zespole Imortal DC, w którego barwach rozegrał 15 spotkań. W 2006 roku przeszedł do pierwszoligowego cypryjskiego Digenisu Akritas. Rok później po tym, jak jego klub spadł, przeniósł się do innego drugoligowca – AEP Pafos. W 2008 roku awansował z nim do Protathlima A’ Kategorias. Po kolejnym sezonie odszedł do AEL-u Limassol, z którym zdobył w 2012 r. mistrzostwo Cypru. 1 lipca 2013 roku podpisał trzyletni kontrakt z Legią Warszawa. 10 czerwca 2015 Legia na swojej stronie internetowej poinformowała, że klub porozumiał się w sprawie transferu definitywnego Dossy Júniora z tureckim Konyasporem, a Cypryjczyk pozytywnie przeszedł testy medyczne. Łącznie w barwach Legii Dossa rozegrał 53 mecze, w których czterokrotnie pokonał bramkarzy przeciwnych drużyn. Razem z „Wojskowymi” sięgnął po mistrzostwo i Puchar Polski. Na początku 2016 roku został wypożyczony do tureckiego Eskişehirsporu, z którym spadł z tureckiej ekstraklasy. Przed rozpoczęciem sezonu 2016/17 piłkarz ponownie związał się z drużyną AEL-u Limassol. w którym występował do 2020 roku.

## Kariera reprezentacyjna
W reprezentacji Cypru Júnior zadebiutował 15 sierpnia 2012 roku w przegranym 0:1 towarzyskim meczu z Bułgarią.

## Statystyki kariery
(aktualne na dzień 5 stycznia 2017)
| Klub               | Sezon              | Liga                      | Liga  | Liga   |
| Klub               | Sezon              | Liga                      | Mecze | Bramki |
| ------------------ | ------------------ | ------------------------- | ----- | ------ |
| Imortal            | 2005/06            | Segunda Divisão           | 15    | 0      |
| Imortal            | Ogólnie            | Ogólnie                   | 15    | 0      |
| Digenis Akritas    | 2006/07            | Protathlima A’ Kategorias | 11    | 0      |
| Digenis Akritas    | Ogólnie            | Ogólnie                   | 11    | 0      |
| AEP Pafos          | 2007/08            | Protathlima B’ Kategorias | 23    | 2      |
| AEP Pafos          | 2008/09            | Protathlima A’ Kategorias | 31    | 1      |
| AEP Pafos          | Ogólnie            | Ogólnie                   | 54    | 3      |
| AEL Limassol       | 2009/10            | Protathlima A’ Kategorias | 27    | 1      |
| AEL Limassol       | 2010/11            | Protathlima A’ Kategorias | 23    | 1      |
| AEL Limassol       | 2011/12            | Protathlima A’ Kategorias | 28    | 3      |
| AEL Limassol       | 2012/13            | Protathlima A’ Kategorias | 27    | 5      |
| AEL Limassol       | Ogólnie            | Ogólnie                   | 105   | 10     |
| Legia Warszawa     | 2013/14            | Ekstraklasa               | 26    | 1      |
| Legia Warszawa     | 2014/15            | Ekstraklasa               | 9     | 3      |
| Legia Warszawa     | Ogólnie            | Ogólnie                   | 35    | 4      |
| Konyaspor          | 2015/16            | Süper Lig                 | 4     | 0      |
| Konyaspor          | Ogólnie            | Ogólnie                   | 4     | 0      |
| Eskişehirspor      | 2015/16            | Süper Lig                 | 5     | 0      |
| Eskişehirspor      | Ogólnie            | Ogólnie                   | 5     | 0      |
| AEL Limassol       | 2016/17            | Protathlima A’ Kategorias | 12    | 2      |
| AEL Limassol       | Ogólnie            | Ogólnie                   | 12    | 2      |
| Ogólnie w karierze | Ogólnie w karierze | Ogólnie w karierze        | 241   | 19     |

## Sukcesy

### Legia Warszawa
- Mistrzostwo Polski (1): 2013/14
- Puchar Polski (1): 2014/15

### AEL Limassol
- Mistrzostwo Cypru (1): 2011/12

## Życie prywatne
Dossa Júnior jest bratem żony innego portugalskiego piłkarza, Hélio Pinto.